# Silara Mullajanowna Chassanowa
Silara Mullajanowna Chassanowa (russisch Зилара Муллаяновна Хасанова; * 5. Dezember 1935 im Dorf Nowomusljumowo, Baschkirische Autonome Sozialistische Sowjetrepublik) ist eine sowjetisch-russische Pflanzenphysiologin und Hochschullehrerin.

## Leben
Chassanowa studierte in Ufa an der Baschkirischen Staatlichen Universität (BaGU) mit Abschluss 1959. Darauf arbeitete sie als Biologie-Lehrerin in der Mittelschule ihres Heimatrajons und im Baschkirischen Oblast-Komitee der KPdSU.
1966 wurde Chassanowa Chefin des Fachausbildungsteils der BaGU. 1972 wechselte sie als Assistentin in das Baschkirische Landwirtschaftsinstitut. 1973 verteidigte sie mit Erfolg ihre Dissertation über den Einfluss eines durch konstanten Strom erzeugten elektrischen Feldes auf einige physiologische und biochemische Prozesse und die Ernte von Sommerweizen für die Promotion zur Kandidatin der biologischen Wissenschaften.
1973 wurde Chassanowa Dekanin des Baschkirischen Staatlichen Pädagogik-Instituts, in dem sie 1980–1988 einen Lehrstuhl leitete und 1989 zur Professorin ernannt wurde. 1992 wurde sie vom St. Petersburger Allrussischen Wawilow-Institut für Ackerbau nach Verteidigung ihrer Doktor-Dissertation über Wirkungen eines elektrischen Feldes auf Eigenschaften und Ernteertrag von Sommerweizen zur Doktorin der biologischen Wissenschaften promoviert. 1995 wurde sie zum Korrespondierenden Mitglied der Akademie der Wissenschaften der Republik Baschkortostan gewählt. 1997 wurde sie als Verdiente Wissenschaftlerin der Republik Baschkortostan geehrt.
Chassanowas Forschungsgebiet war die Pflanzenphysiologie. Sie untersuchte die Effekte von elektromagnetischen Feldern und Koronaentladungen auf das Verhalten von  Samen landwirtschaftlicher Kulturpflanzen im Hinblick auf morphologische Besonderheiten während und nach der Keimung. Sie ist Autorin von etwa 200 Veröffentlichungen und betreute 10 Doktor- und Kandidat-Dissertationen.